# Peshmerga
Peshmerga (Soranikurdisk: پێشمەرگە' kurmanjikurdisk: Pêşmerge, udtalt: pɛʃmærˈɡæ, dvs. ”den, som går døden i møde”) er navnet på de væbnede styrker i den selvstyrende region, Irakisk Kurdistan. Den øverste leder af peshmerga er præsidenten for Irakisk Kurdistan. Peshmerga-styrken selv er i store træk opdelt og kontrolleret af henholdsvis Kurdistans Demokratiske Parti (KDP) og den Patriotiske Union for Kurdistan (PUK), selv om de begge erklærer deres troskab overfor Kurdistans regionale regering. Der er forhandlinger i gang for at få samlet hele styrken under Ministeriet for Peshmergaanliggender. Peshmergastyrkerne har ansvaret for at forsvare landet, befolkningen og institutionerne i den kurdiske region.
Da den irakiske hær ifølge landets forfatning har forbud mod at trænge ind i Irakisk Kurdistan, er det peshmerga, der sammen med andre kurdiske sikkerhedsafdelinger, er ansvarlig for sikkerheden i den kurdiske region. Disse andre afdelinger omfatter den regionale regerings officielle efterretningsvæsen, ”Asayish”, et støttende efterretningsvæsen, ”Parastin u Zanyarî” og militærpolitiet, ”Zeravani”.
Det hævdes, at peshmerga spillede en afgørende rolle i arbejdet på at fange Saddam Hussein. I 2004 fangede kurdiske antiterrorstyrker al-Qaidas nøgleperson, Hassan Ghul, som afslørede identiteten på Osama Bin Ladens budbringer, og dette førte i næste omgang til den såkaldte ”Operation Neptune Spear” og dermed til Osama Bin Ladens død.
Siden Islamisk Stats uventet kraftige offensiv mod Irakisk Kurdistan i august 2014 har peshmerga og andre kurdiske styrker fra nabolandene ført en regulær krig mod dem både i Irak og det nordlige Syrien.